# Arthur Girard de Soucanton

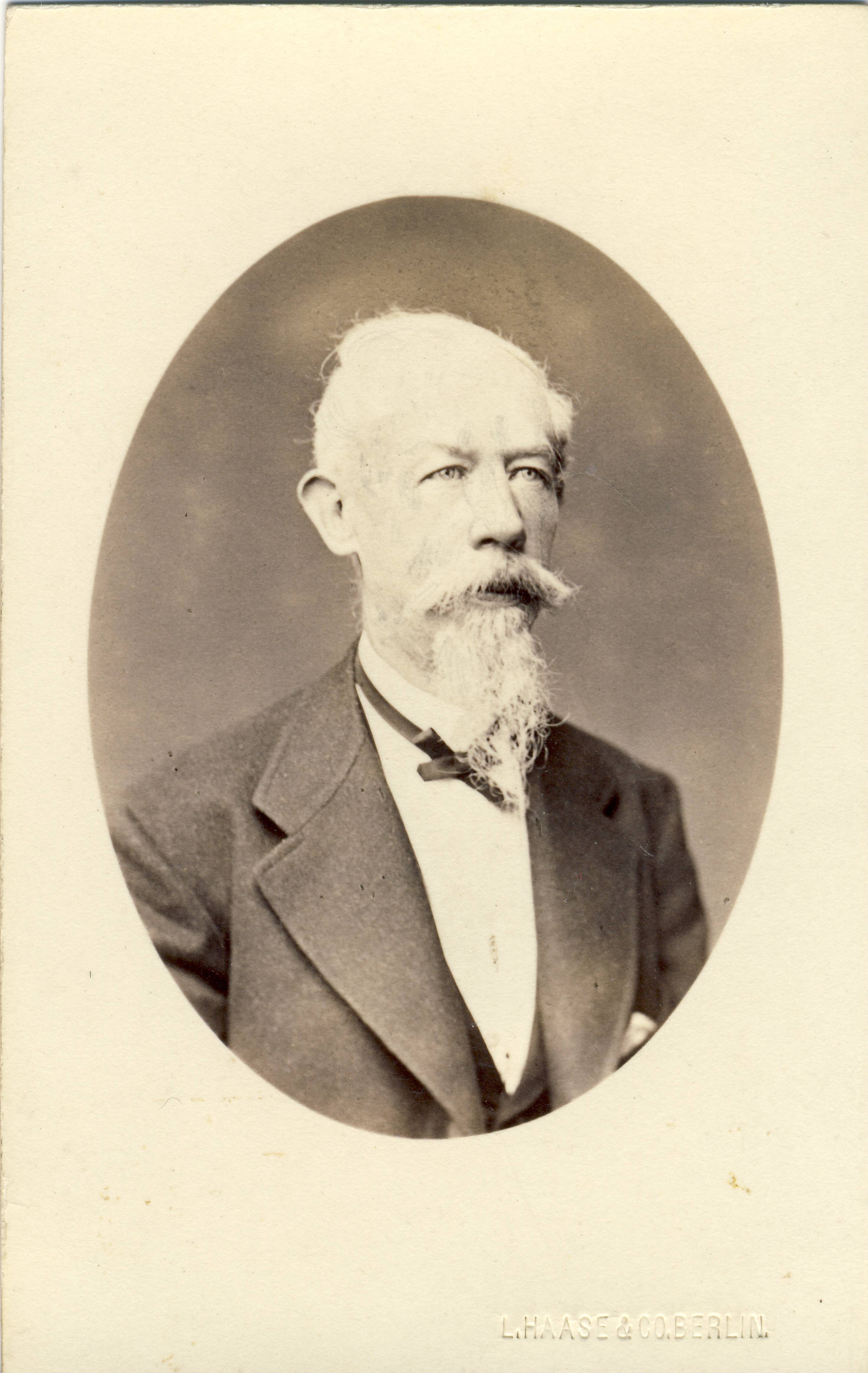
Arthur Girard de Soucanton

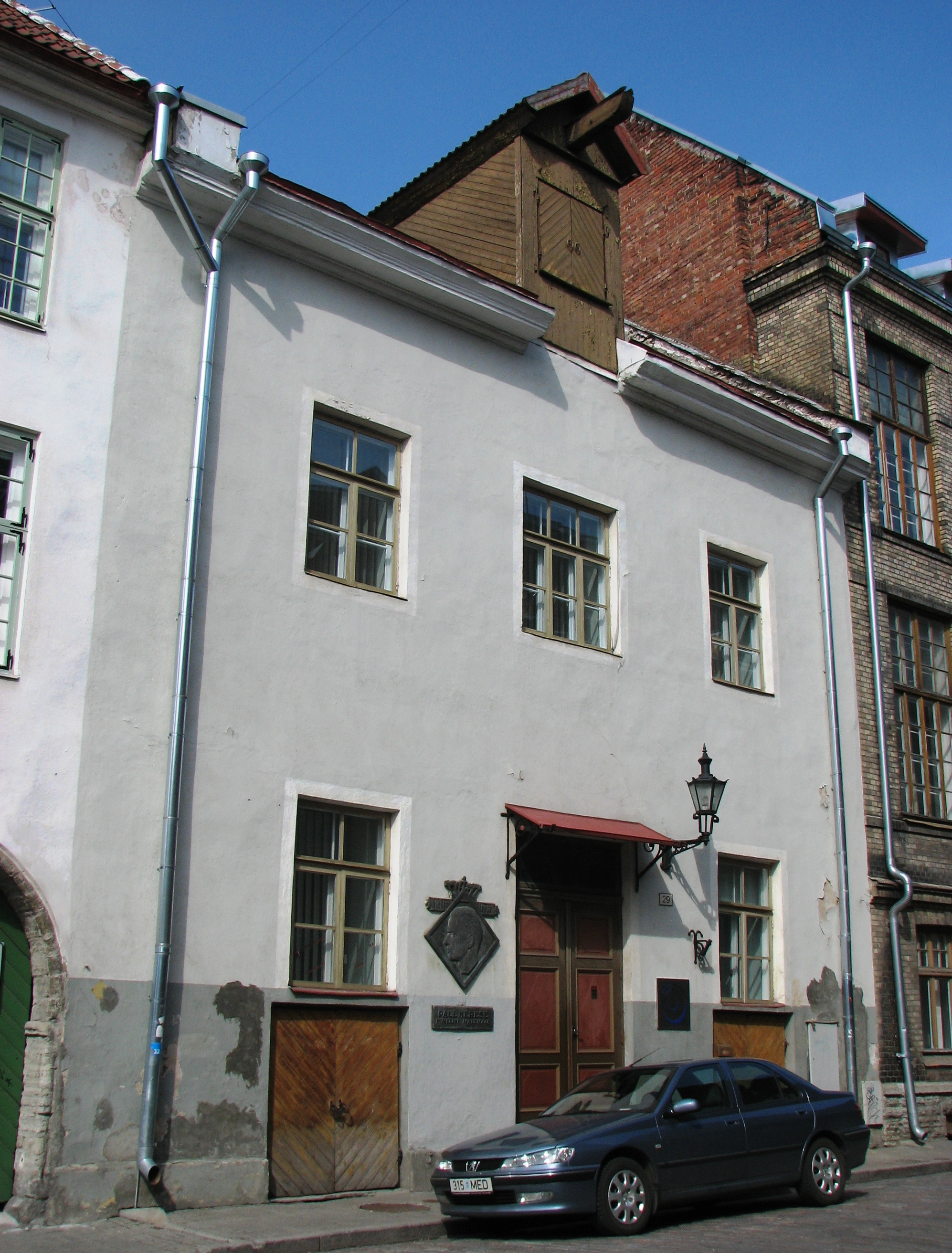
Arthur Girard de Soucantons Wohnhaus in der Tallinner Altstadt (heute Vene-Straße 29)

Baron Arthur Girard de Soucanton (* 7. Märzjul. / 19. März 1813greg. in Reval, Gouvernement Estland; † 8. Oktoberjul. / 20. Oktober 1884greg. ebenda) war ein estländischer Unternehmer und Politiker.

## Leben, Unternehmertum, Politik
Die Familie Girard de Soucanton stammte ursprünglich aus der französischen Landschaft Languedoc-Roussillon. Über Rastede bei Oldenburg wanderte sie im 18. Jahrhundert unter Katharina II. in das Russische Kaiserreich ein. 1862 wurde der Adelstitel der Familie durch den russischen Kaiser bestätigt. Im estnischen Volksmund wird die Familie Suka Anton genannt, eine volksetymologische Verballhornung des französischen Namens.
Die Familie bewies großes unternehmerisches und politisches Geschick. Durch seinen Großvater Johann Karl Girard (den Älteren, 1732–1799) und dessen gleichnamigen Sohn (1785–1868), Arthurs Girards Vater, war ihm eine wirtschaftliche Betätigung in die Wiege gelegt. Arthurs Girards Mutter Eleonore Christina Johanna von Scheurmann (1786–1861) gehörte dem deutschbaltischen Adel an.
Von 1841 bis 1862 war Arthur Girard de Soucanton Direktor des Hafens von Kunda, den sein Großvater vor allem für den Import von Salz aus Frankreich und England und den Export nach Russland gegründet hatte.
Daneben betätigte er sich politisch. Von 1864 bis 1876 war Arthur Girard de Soucanton Ratsherr in Reval (estnisch Tallinn). Von 1876 bis 1883 bekleidete er das Amt des Bürgermeisters von Reval. Beide Ämter hatte auch sein Vater Johann Karl Girard de Soucanton (Ratsherr von 1805 bis 1864 und Bürgermeister von 1837 bis 1864) und sein Großvater Johann Karl Girard (1732–1799, Ratsherr von 1797 bis 1798 und Bürgermeister seit dem 18. Januar 1798) inne.
Nachdem sein älterer Bruder Edmund (1810–1861) vor der Insel Wrangelsholm ertrunken war, wurde Arthur Girard de Soucanton nach dem Tod seines Vaters 1868 Miteigentümer und 1872 Leiter der Außenhandelsfirma Thomas Clayhills & Sohn. Sie wickelte einen beträchtlichen Teil der estländischen Importe und Exporte ab. Die Firma war bereits in den 1630er Jahren gegründet worden und stand seit der zweiten Hälfte des 18. Jahrhunderts im (Mit-)Eigentum der Familie Girard de Soucanton.
Von 1872 bis 1875 war Arthur Girard de Soucanton erster Vorsitzender des Börsenkomitees des Revaler Börsenvereins. Er war außerdem Präsident des „Creditvereins der Immobilienbesitzer in Reval“.
1863 gründete Girard de Soucanton sein Sommeranwesen Rocca al Mare im damaligen Dorf Õismäe bei Reval. Der kunstinteressierte Baron ließ 1882 das Anwesen mit mittelalterlichen Grabplatten aus der Revaler Katharinen-Kirche ausschmücken, die aus der Krypta freigelegt worden waren. Er ließ sich dabei von der Via Appia in Rom inspirieren. Die Grabplatten wurden 1964 an ihren ursprünglichen Ort zurückverlegt.
Ab 1872 gehörte Arthur Girard de Soucanton das seit dem 14. Jahrhundert bestehende Haus in der Vene-Straße 29 in der Revaler Altstadt. Es war nobles Wohnhaus und Firmenresidenz in einem. Daneben erwarb er weitere repräsentative Anwesen in Reval und Estland.

## Privatleben
Arthur Girard de Soucanton war mit Marie Luise Berg (1821–1901) verheiratet, mit der er sechs Kinder hatte. Sein ältester Sohn Johann Karl Etienne Girard de Soucanton (1843–1910) führte die Geschäfte des Vaters fort. Er war von 1869 bis zu seinem Tod britischer Honorarkonsul in Reval.